# جمعية الامل لفنون الطبخ
جمعية الامل لفنون الطبخ هي منظمة غير ربحية يقع مقرها في مدينة مراكش، المغرب، تساعد النساء على اكتساب الخبرة العملية من خلال تدريبهن على إعداد الطعام المغربي والأطعمة العالمية. تأسست الجمعية في عام 2012 من قبل نورا فيتزجيرالد، وفي كل عام تكمل حوالي 30-40 امرأة من أربعة إلى ستة أشهر دورة تدريبية.

## تاريخ

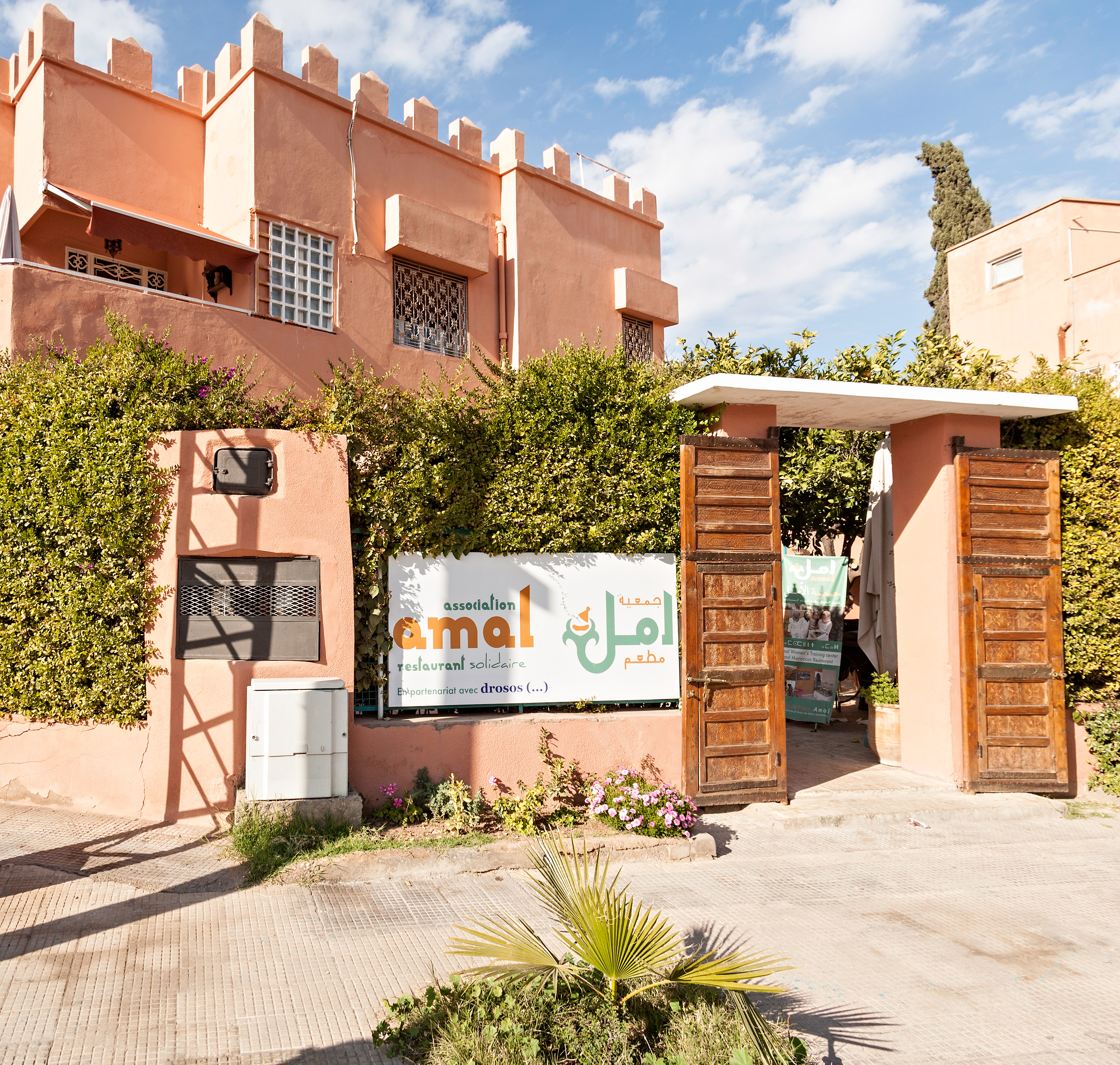
مدخل جمعية أمل

خطرت لأول مرة فكرة إنشاء منظمة لمساعدة النساء المغربيات المحرومات من قبل نورا بلحسن فيتزجيرالد، من خلال التدريب المهني في عام 2006 بعدما قابلت سيدة في عام 2006 تتسول في أحد شوارع مراكش، وتعيش على 20  –  30 درهمًا في اليوم (حوالي 2.70 يورو، 3.40 دولار في عام 2006). قررت أن تبدأ في مساعدة النساء بتعليمهن صنع المخبوزات في مركز اللغات الخاص بأسرتها. وأثبت هذا الأمر نجاحه، وتمكن المشاركون من جني بعض الأموال باستخدام مهاراتهم الجديدة أكثر من التسول، وفي عام 2008 بدأت بتوظيف النساء المغربيات للطهي في المناسبات التي تنظمها لأصدقائها.
في عام 2012 اشترت منزلاً لتأجيره وتسجيله كمنظمة غير ربحية أطلقت عليه جمعية أمل أو مركز أمل. وفي أوائل عام 2013، جمع المركز أكثر من 7300 دولار، متجاوزًا هدفه البالغ 5000 دولار، حيث استخدمت هذه الأموال لشراء معدات المطبخ وللتأكد من أن المطبخ متوافق مع التعليمات والأنظمة. تم افتتاح المطعم في أبريل 2013، وفي يوليو 2013، حصل المركز على منحة لمدة ثلاث سنوات من قبل مؤسسة دروسوس [الإنجليزية] بهدف جعل البرنامج مستدامًا ذاتيًا بحلول عام 2016. بدأت المجموعة الأولى من المتدربين بالتدريب في فبراير 2014. وفي غضون الشهر الأول من التشغيل، أعرب العديد من عملاء المطعم عن اهتمامهم بتوظيف خريجي مركز أمل في المستقبل للعمل في الفنادق والمطاعم المحلية. ثم أكمل المركز المجموعة الثانية في عام 2014، وجمع أكثر من 9600 دولار. وفي أكتوبر 2015، حصل المركز على جائزة بقيمة 25000 يورو من مؤسسة أورنج. وصرحت نورا فيتزجيرالد أنه سيتم استخدام أموال الجائزة لمساعدة النساء على بدء مشاريع صغيرة خاصة بهم.

## المطعم

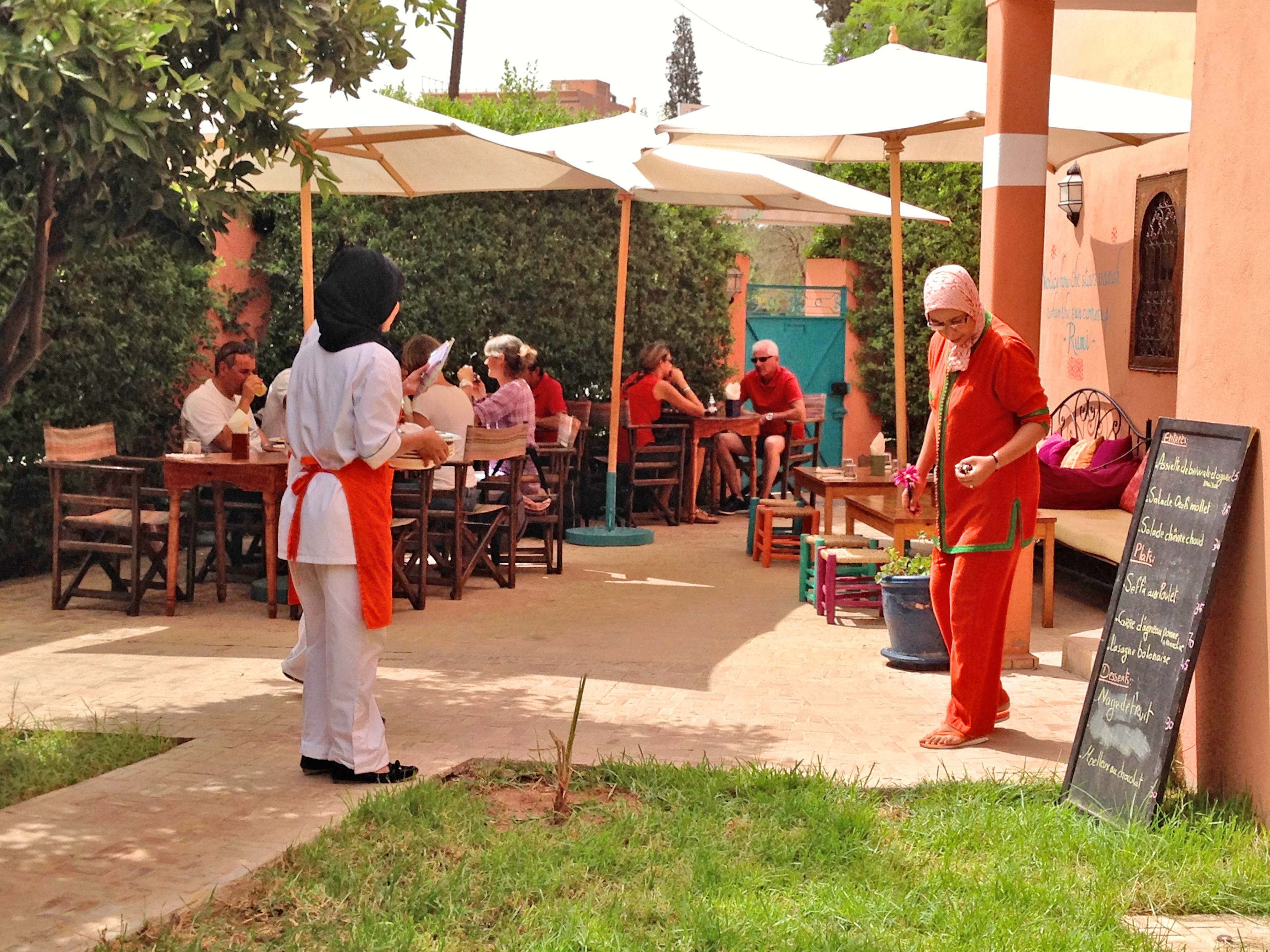
شرفة المطعم

تتغير قائمة المطعم يوميًا وتشمل الأطباق المغربية التقليدية بالإضافة إلى المختارات العالمية. ويفتح لتناول طعام الغداء يوميًا من الساعة 12 ظهرًا حتى الساعة 4 مساءً، وللعشاء بالحجز للمجموعات المكونة من 20 شخصًا أو أكثر، وتوجد فيه غرفة اللعب والحضانة، متاحة لأطفال الموظفين والعملاء. وتتوفر دروس طبخ لتعلم فنون الطبخ في المطبخ المغربي للجمهور باللغات العربية والإنجليزية والفرنسية. واعتبارًا من أغسطس 2018، يدخل المطعم حوالي 100 شخص يتناولون وجبة الغداء يومياً.

## المتدربين
المتدربون في المركز غالبيتهم من الأمهات المطلقات، والأرامل، والأيتام، أو عاملات منزل سابقات، الذين تتراوح أعمارهم بين 18 و 35 عامًا، ولديهم مستوى تعليمي ضعيف أو أميين. يتم اختيار المشاركين من خلال شراكات مع منظمات غير ربحية أخرى أو بواسطة الأخصائي الاجتماعي في المركز، وبناءً على معايير أنهم محرومون اقتصاديًا ولديهم الدافع للتدريب لتحقيق الاستقلال المالي. يتم اختيار حوالي 15-20 امرأة مرتين في السنة لإكمال أربعة إلى ستة أشهر من التدريب. وبعد التخرج من مركز التدريب، يتم توفير الدعم لهم للعثور على عمل مناسب. واعتبارًا من يونيو 2015، وجد 80 ٪ من خريجي مركز أمل فرص عمل في مجال عملهم. حيث تك تدريب أكثر من 200 امرأة في المنظمة اعتبارًا من أغسطس 2018.

## الموظفين والمتطوعين

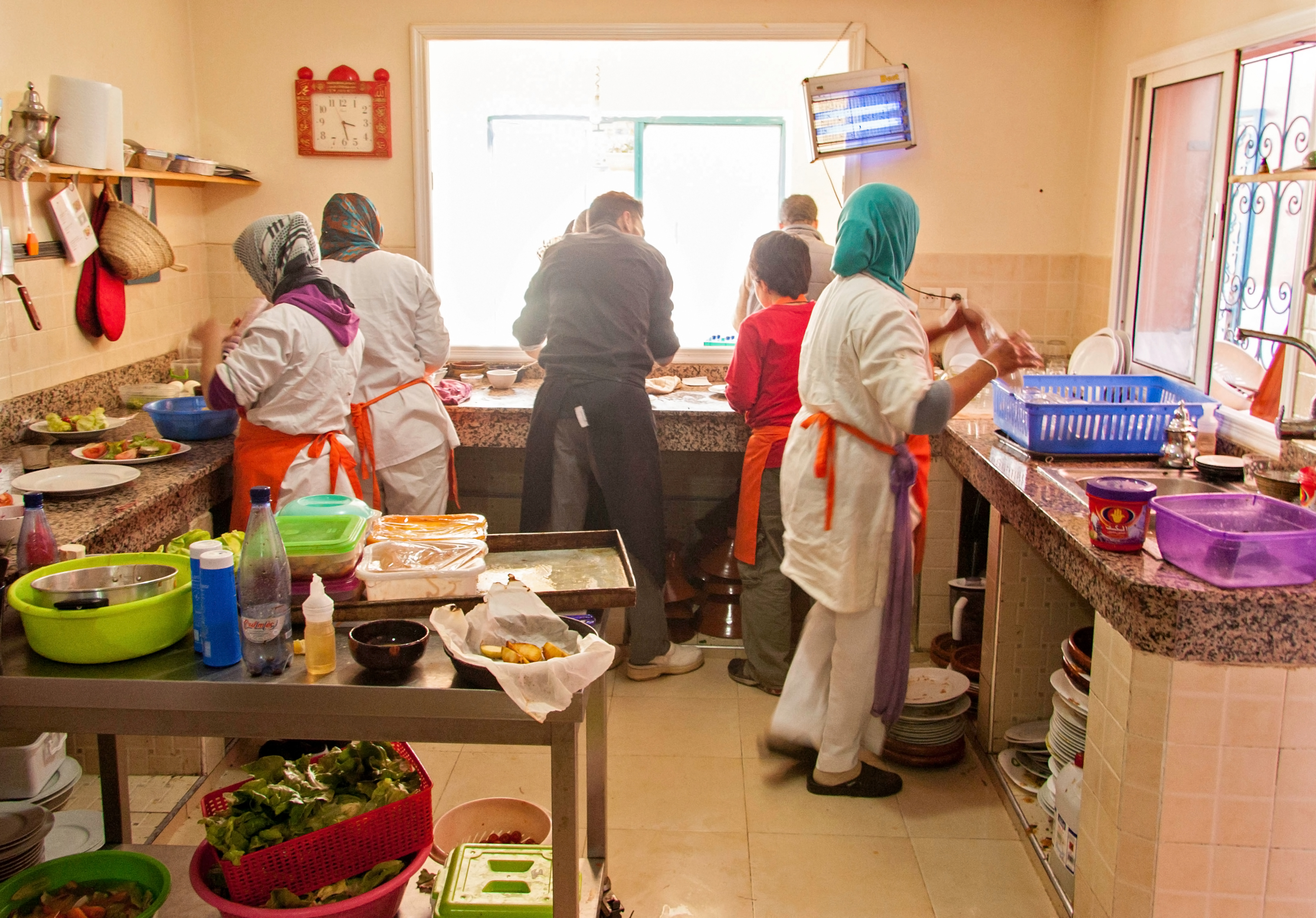
متدربون ومتطوعون يحضرون الغداء مع معلم الطهي في مطبخ المركز

اعتبارًا من مارس 2018، كان لدى المركز حوالي 25 موظف متفرغ، مع موظفي البرنامج ومعلمي الطهي.
واعتبارًا من عام 2015، كان لدى المركز 12 متطوع متفرغ، ومنهم مدرس لغة عربية، ومعلمان للغة الإنجليزية، ومعلمان للغة الفرنسية، ومترجم، ومدرب إرشادي، ومدرساً للصحة، وطبيب نفساني، ومعلمان يساعدون المتدربين على التواصل والتواصل اللاعنفي، وهناك أيضًا العديد من المتطوعين غير المتفرغين، الذين يساعدون في مختلف القدرات حسب الحاجة، كما يوظف المركز أخصائياً اجتماعياً حاصل على درجة الدكتوراه في علم النفس السريري الذي يقدم المشورة والإرشادات.

## الإدارة
يتلقى المشاركون في البرنامج تدريبًا وظيفيًا، ويتم تدريبهم على فنون الطهي ويحضرون دروسًا في الفنون والحرف اليدوية. يتم تزويدهم بوجبتين في اليوم، وراتب مواصلات ، وتدريب على المهارات الحياتية، وعلاج فردي وجماعي، ومكافأة عند الانتهاء بنجاح من البرنامج، يتم تقديم دروس اللغة في محو الأمية العربية (لأن العديد من المتدربين أميين) والإنجليزية والفرنسية، ويقوم المركز بتثقيف المتدربين حول مواضيع مثل تخطيط الحياة، والتمكين، والتواصل اللاعنفي، والصحة الإنجابية. ويساعد موظفو المركز المشاركين في العثور على عمل مع شركات خارجية بعد التخرج.
يأتي حوالي 45٪ من إيرادات مركز التدريب من مبيعات المطاعم، و5٪ من التبرعات الخاصة، و 50٪ المتبقية من مؤسسة دروسوس. وتستثمر جميع الأرباح في برنامج التدريب.
أعربت نورا عن رغبتها في تدريب نساء إضافيات من خلال فتح خدمة تقديم طعام منفصلة لإعداد وجبات غداء لأطفال المدارس.

## أنظر أيضا
- تأنيث الفقر
- المرأة المغربية
- الرابطة المغربية لحقوق الإنسان